# Henckelia dibangensis
Henckelia dibangensis là một loài thực vật có hoa trong họ Tai voi (Gesneriaceae). Loài này được B.L.Burtt, S.K.Srivast. & B.N.Mehrotra mô tả khoa học đầu tiên năm 1988 dưới danh pháp Chirita dibangensis, (trong Notes Roy. Bot. Gard. Edinburgh 45(3): 469 in năm 1989).